# 유닉스 인터내셔널
유닉스 인터내셔널(Unix International, 줄여서 UI)은 1988년에 오픈 표준, 특히 유닉스 운영 체제를 제고하기 위해 설립한 협회이다. 이 협회에서 가장 눈에 잘 띄는 멤버 기업이 AT&T와 썬 마이크로시스템즈이다. 사실 이 협회는 오픈 소프트웨어 재단(OSF)에 대응하기 위하여 설립된 것으로 UI와 OSF는 1980년대 말과 1990년대 초에 있던 유닉스 전쟁의 양면을 표방한다고 할 수 있다.
1893년 5월에 UI와 OSF의 주요 멤버 기업들 모두 공통 개방형 소프트웨어 환경(Common Open Software Environment, COSE) 이니셔티브를 발표하였다. 그 뒤 1994년 3월에 UI와 OSF가 새로운 OSF로 병합되기에 이르렀으며 다시 1996년에 오픈 그룹을 설립하면서 X/Open사에 병합되었다.

## 참조
- 제 11 장. OSF와 유닉스 인터내셔널 보관됨 2018-11-13 - 웨이백 머신 (피터 H. 살루스, 데몬, GNU, 그리고 펭귄)
- UI / OSF 병합 발표